# 霍勒太太
《霍勒太太》（德語：Frau Holle），德国童话。格林童話的一篇。

## 梗概

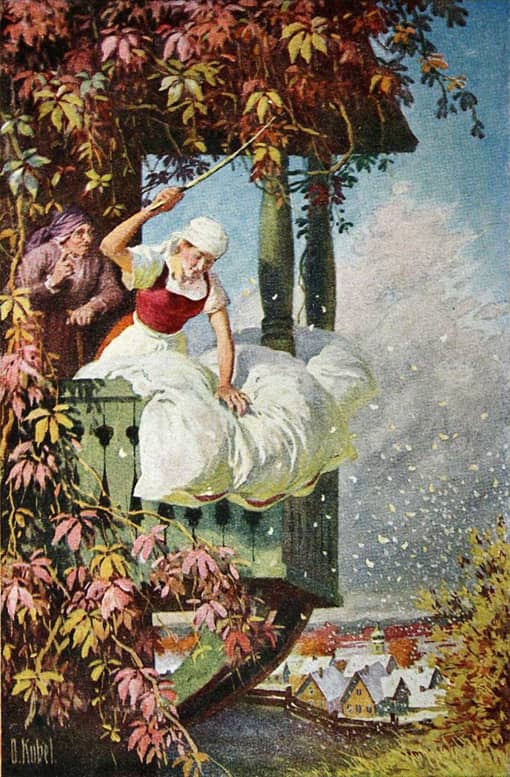

一位寡妇有两个女儿，其中一位是亲生女儿，又懒又丑；另外一位则是继女，勤快而美丽。可寡妇喜欢的只有她的亲生女儿，与她在家里呆着，无所事事；而她的继女则被强迫工作，她在井边无止无休地纺织，以致于手都流出了血。出于被责备的担心，她将被血液染红的纱筒放入井水清洗，却无意间脱手丢失。她的继母强迫她找回纱筒，于是她便跳进井中寻找。
她失去了意识，醒来时已经处于一片草原之上。她四处游荡，把快烧焦的面包从烤炉上救下，把烂熟的苹果从树上摇下。她还遇到一位有着大门牙的老夫人，也就是霍勒太太。她转而为这位太太服务，做起了整理床铺之类的工作。可没过多久，思乡的她渴望离开，霍勒太太便带她穿过了一道门，金子不停砸到她身上作为奖励，她又重新拿回了纱筒。
她将经历的一切毫无保留地告诉了她的亲人。那寡妇便将亲生女儿也送去，希望她也能拿到一大笔金子。可她十分懒惰，完全不愿意认真工作。面包、苹果和老妇人的工作要求她都没能满足。作为惩罚，她直到死亡为止，都要裹着树脂度日。

## 文化影响
在德国黑森州（也就是故事发生地），每当下雪，都可以使用 „die Frau Holle macht ihr Bett“（霍勒太太正在整理床铺）指代漫天飘舞的雪花，这是因为打扫床上用品时，从诸如枕头等物品中会飞出像雪花一般飞舞的羽毛。